# Ballyallia Lake SAC
Ballyallia Lake SAC este o arie protejată (arie specială de conservare — SAC, sit de importanță comunitară — SCI) din Irlanda întinsă pe o suprafață de 180,17 ha, integral pe uscat.

## Localizare
Centrul sitului Ballyallia Lake SAC este situat la coordonatele 52°52′25″N 8°58′58″W / 52.873719°N 8.982828°V.

## Înființare
Situl Ballyallia Lake SAC a fost declarat sit de importanță comunitară în noiembrie 1997 pentru a proteja 10 specii de animale. Situl a fost protejat și ca arie specială de conservare în februarie 2018.

## Biodiversitate
Situată în ecoregiunea atlantică, aria protejată conține 1 habitat natural: Lacuri eutrofice naturale cu vegetație de tip Magnopotamion sau Hydrocharition.
La baza desemnării sitului se află mai multe specii protejate de  păsări (10): rață sulițar (Anas acuta), rață lingurar (Anas clypeata), rață pitică (Anas crecca), rață fluierătoare (Anas penelope), rață mare (Anas platyrhynchos), rață pestriță (Anas strepera), rața moțată (Aythya fuligula), lebădă de iarnă (Cygnus cygnus), sitar de mâl (Limosa limosa), nagâț (Vanellus vanellus).
Pe lângă speciile protejate, pe teritoriul sitului au mai fost identificate 2 specii de păsări.